# Выприцкий, Богдан Александрович
Богдан Александрович Выприцкий (род. 10 ноября 2002, Салават, Башкортостан) — российский хоккеист, вратарь.

## Биография
Начинал заниматься хоккеем в «Юрматах» Салават, тренер Илья Голованов. В 2014 году перешёл в «Салават Юлаев». В сезоне 2020/21 дебютировал в команде МХЛ «Толпар», проведя два матча. В следующем сезоне сыграл четыре матча, в сезоне 2022/23 — 11 матчей в чемпионате и 5 — в плей-офф. В сезоне 2023/24 провёл один матч — 8 октября дебютировал в КХЛ в гостевом матче «Салавата Юлаева» против «Металлурга» (6:2): при счёте 6:1 в конце матча заменил Илью Ежова. Сезон 2024/25 начал в команде ВХЛ «Южный Урал». Сыграв четыре матча, 15 октября расторг контракт.